# تيربيجان (دابوي الجنوبي)
تیربیجان (بالفارسية: تیربیجان) هي قرية تقع في إيران في قسم دابوي الجنوبی الريفي. يقدر عدد سكانها بـ 473 نسمة .